# Professor Tournesol
Professor Tryphon Tournesol (i ét album hedder han dog Theodor til fornavn) er en af de gennemgående figurer i en række album i Tintin-serien.
Professor Tournesol er seriens eksempel på den klassiske distræte professortype, der er så optaget af sine geniale ideer, at han ofte glemmer tid og sted. Han er yderligere karakteriseret ved at være særdeles tunghør og svarer derfor oftest helt hen i vejret, hvilket giver anledning til en del besvær i flere historier. Til tider er han temmelig hidsig.
Tournesol er inspireret af den schweiziske fysiker og videnskabsmand Auguste Piccard.
Tournesols opfindelser har altid til formål at forbedre vilkårene for menneskeheden. I den stemning af krig og koldkrig, der forekommer i mange af historierne, er hans virke næsten altid genstand for interesse fra de vagt definerede fjendtlige magter. Det fungerer som plot i historierne. Tintin og – med en vis modvilje – kaptajn Haddock får dog altid forpurret skurkenes nedrige planer og redder derved Tournesols opfindelser.
Tintin er oprindeligt en belgisk tegneserie, og på fransk betyder tournesol solsikke. Man har dog i Danmark valgt ikke at oversætte professorens navn.
Tournesol har en særligt fremtrædende plads i:
- Rackham den Rødes skat
- Mission til Månen
- De første skridt på Månen
- Tournesolmysteriet
- Castafiores juveler
- Rute 714 til Sydney

I biograffilmen Tintin og de blå appelsiner (1964) spilles Tournesol af den spanske skuespiller Félix Fernández.